# Greben Blenheim
Greben Blenheim djelomično je potopljena struktura atola u sjeveroistočnom dijelu otočja Chagos u Indijskom oceanu. Uključuje koraljni greben Baxio Predassa na njegovom jugoistočnom rubu, te još jedan potpuno potopljeni dio. Mjeri gotovo 11 km (sjever - jug) za više od 4 km (istok - zapad), ukupne površine 36,8 km2, uključujući lagunu od 8,5 km2, a razliku uglavnom čini greben. Samo s istočne strane nalazi se nekoliko pješčanih uvala iznad vode. Najveći od njih je East Island, koji nema ni 200 metara dužine i 70 metara širine. Ostali otoci u skupini su Sjeverni otok, Srednji otok i Južni otok. Na otoku raste samo nekoliko trava. Laguna je duboka do 18 metara. Rubni koraljni greben ima širok prolaz na jugozapadu. Najbliže kopno je otok Takamaka u atolu Salomon, oko 20 kilometara prema jugozapadu.

## Povijest
Smatra se da su atol otkrili portugalski pomorci oko 1570. godine, zbog čega je poznat i pod svojim portugalskim imenom Baxio Predassa (iskrivljeno od Baixo Predassa). Sadašnje ime dolazi od broda Blenheim koji je otkrio greben 5. svibnja 1836. tijekom putovanja iz Londona u Bombay (vidi pismo Jamesa Templea Browna Nautical Magazine and Naval Chronicle za 1837.).
Od 1845. do 1860. vađeni su guano i fosfat. Od tog pothvata se tada odustalo zbog neadekvatnih transportnih mogućnosti. Oko 1880. godine tvrtka Indian Ocean Fruit Company pokušala je posaditi palme na otoku, ali je sve sadnice odnijelo more tijekom oluje.
Dana 29. lipnja 1975. atol je uključen u otočje Chagos, a pravo polaže i Mauricijus. Do tada niti jedna država nije polagala pravo na atol. 
Dana 15. ožujka 1982., viši britanski vojni predstavnik u Diego Garciji iskrcao se na greben Blenheim i podigao britansku zastavu, suprotno uputama Ministarstva vanjskih poslova koje je britanski ministar vanjskih poslova, lord Carrington, ponovno potvrdio u roku od nekoliko sati. Mišljenje Ministarstva vanjskih poslova bilo je da greben nije britanski teritorij i da nikada nije mogao biti, ali nije želio nikakav publicitet koji bi tu ideju mogao sugerirati drugim zemljama. Zastava je prepuštena propadanju.
U veljači 2022. Mauricijus je poduzeo petnaestodnevnu ekspediciju kako bi istražio greben za koji zakonski nije položeno pravo, kako bi otkrio je li izložen za vrijeme plime i može se na njega polagati pravo.
Ukupno je bilo 57 brodoloma oko grebena Blenheim, s procijenjenim 200 izgubljenih života.

## Otoci
Baxio Predassa je naziv za otoke koji se uzdižu iz istočnog ruba grebena. Kada ga je prvi put istražio Robert Moresby, u Baxio Predassi bilo je mnogo više otoka. Oni su, međutim, erodirani ili potopljeni i ostala su samo četiri otočića. Grupu danas čine:
- Ile du Nord, najsjeverniji otok
- Ile du Milieu, okružen grebenom
- Ile de l'Est, najveći otok i najistočniji otok u atolu. Na otoku raste samo trava, iako je jednom bio neuspješan pokušaj sadnje palmi na otoku.
- Ile du Sud, najmanji i najjužniji otočić. Bez biljaka je i bez značaja

## Vanjske poveznice
|  | Zajednički poslužitelj ima još gradiva o temi Greben Blenheim |

- further information (in German)  Arhivirana inačica izvorne stranice od 15. ožujka 2006. (Wayback Machine)
- Indian Ocean Pilot